# M'ama non m'ama (singolo)
M'ama non m'ama è un singolo della cantautrice italiana Baby K, pubblicato il 16 giugno 2023.

## Descrizione
Il brano è stato scritto e composto da Baby K, Davide Simonetta e Paolo Antonacci ed è stato utilizzato per lo spot pubblicitario dei Fonzies. La rapper ha raccontato il significato del brano:

## Video musicale
Il video del brano, diretto da Giulio Rosati, è stato pubblicato sul canale YouTube della cantante il 29 giugno 2023.

## Tracce
Testi e musiche di Claudia Nahum, Davide Simonetta e Paolo Antonacci.
1. M'ama non m'ama – 2:23